# Tenuipalpus rarus
Tenuipalpus rarus är en spindeldjursart som beskrevs av Mohammad Nazeer Chaudhri 1972c. Tenuipalpus rarus ingår i släktet Tenuipalpus och familjen Tenuipalpidae. Inga underarter finns listade i Catalogue of Life.